# Jean-Michel Monin
Jean-Michel Monin, född den 7 september 1967 i Val-d'Oise, Frankrike, är en fransk tävlingscyklist som tog OS-guld i lagförföljelsen vid olympiska sommarspelen 1996 i Atlanta.